# كيث بريغز
كيث بريغز (بالإنجليزية: Keith Briggs)‏ هو مدرب كرة قدم ولاعب كرة قدم بريطاني، ولد في 11 ديسمبر 1981 في غلوسوب ‏ في المملكة المتحدة. لعب مع ستوكبورت كونتي وشروزبري تاون ونادي بارو ونادي ستاليبريدج سيلتيك ونادي كرو ألكساندرا ونادي مانسفيلد تاون ونورويتش سيتي.

## وصلات خارجية
- كيث بريغز على موقع قاعدة بيانات كرة القدم.إي يو (الإنجليزية)
- كيث بريغز على موقع Soccerbase.com (لاعب) (الإنجليزية)